# Juan Jover
Juan Jover Sañes (Barcelona, 23 november 1903 - Sitges, 28 juni 1960) was, samen met Paco Godia, de eerste Spaanse Formule 1-coureur. Hij reed in 1951 de kwalificatie voor zijn thuisrace voor het team Maserati, maar startte niet in de race omdat zijn motor was opgeblazen.